# 풍선해파리목
풍선해파리목 또는 거품빗해파리목(Cydippida)은 유촉수강에 속하는 유즐동물 목의 하나이다. 전형적인 빗해파리류로서, 몸은 다소 둥글거나 난모양 또는 실린더모양이며 2개의 긴 촉수를 갖고 있다. 위수관은 단순하고 시상이며 납작하다. 즐판열은 길이가 같다. 풍선빗해파리류, 측빗해파리류를 포함하고 있다.

## 하위 과
11개 과로 이루어져 있다.
- Aulacoctenidae
- Bathyctenidae
- Cryptocodidae
- Ctenellidae
- Dryodoridae
- Euplokamidae
- Haeckeliidae
- 변형해파리과 (Lampeidae) - 큰입빗해파리 (Lampea pancerina) 포함
- Mertensiidae
- Pleurobrachiidae